# Wichtelhöhlen (Bad Kissingen)

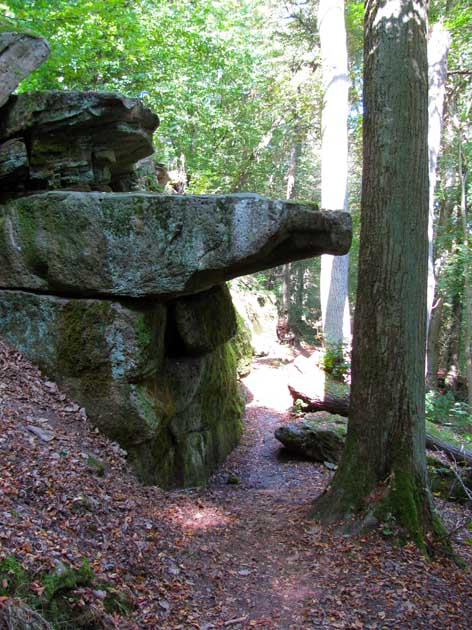
El denominado "púlpito" de los Wichtelhöhlen.

Los Wichtelhöhlen (las cuevas de gnomos) son formaciones rocosas de arenisca que se encuentran entre las poblaciones de Bad Kissingen y Euerdorf en el valle del río Saale, en Alemania.

## Ubicación
Los Wichtelhöhlen se encuentran junto a la carretera nacional entre Bad Kissingen y Euerdorf, aproximadamente a un kilómetro de la ciudad de Bad Kissingen, cerca de un campo de golf.

## Aparición
Los Wichtelhöhlen están formados por arenisca abigarrada, muy común en Baja Franconia. Las cuevas son fisuras y cavidades. (Informaciones detalladas véase los enlaces externos).
A principio de noviembre de 2012 fue necesario prohibir el paso libre al público después de la fractura de veinte de estas formaciones. Según la declaración de Axel Maunz, el guarda forestal de Bad Kissingen, la erosión de la arenisca es frecuente al encontrarse sobre otro tipo de piedra apararentemente más dura.
Posiblemente, la fuerte lluvia del fin de semana anterior fuera una de las causa.

## Protección de la naturaleza
Los Wichtelhöhlen están protegidos al encontrarse dentro de la Reserva de la biosfera de Rhön. Especialmente durante el invierno las fisuras y cavidades ofrecen un refugio a diversas especies animales para su hibernación. Estas circunstancias especiales tienen un seguimiento especial por el organismo local para la protección de la naturaleza.

## Arte y literatura
El pintor Emil Waldmann dibujó tres acuarelas que representan los Wichtelhöhlen en una exposición en Bad Bocklet en el año 2009. Dos guías turísticas del año 1891 (Leo Woerl) y del año 1912 (Bad Kissingen – Praktischer Führer durch die Bäderstadt, ihre nähere und weitere Umgebung, E. Clement's Verlag in Bad Kissingen, S. 65) presentan dos estatuas de gnomos fabricados por el escultor Michael Arnold (Woerl no menciona a Michael Arnold como escultor de los estatuas). Sin embargo recientemente las estatuas desaparecieron; probablemente fueron robadas.
En el año 1873, el poeta Johann Nepomuk Müller escribió un poema sobre los Wichtelhöhlen.

## Leyendas

### Conventos de los gnomos en el "púlpito"
Esta leyenda cuenta que los gnomos organizaban regularmente conventos en el denominado "púlpito". el jefe de los gnomos daba discursos desde el púlpito.

### Los gnomos ayudando a un molinero/campesino
Antiguamente, los gnomos ayudaron a un molinero de la "lindesmühle", un molino próximo (otra versión de la leyenda se refiere a un campesino). Después de que este insultara a los gnomos, los gnomos desaparecieron y el molino/campesino se emprobeció.

### Túnel llevando al castillo de Botenlauben
Según la leyenda existiría un túnel entre los Wichtelhöhlen y el castillo de Botenlauben. Sin embargo, una construcción de tal magnitud probablemente fuera imposible a causa del paso del río Saale.

## Literatura
- Franz Anton von Balling: Die Heilquellen und Bäder zu Kissingen, 8. umgeänd. u. verm. Aufl., Bad Kissingen 1876, pg.246.
- Werner Eberth: Michael Arnold (1824 - 1877) – Ein Bildhauer des Spätklassizismus, Bad Kissingen 2001, pg.115f.
- Edi Hahn: Bad Kissingen und seine Umgebung die schönsten Sagen, Legenden und Geschichten, Bad Kissingen 1986, pg.48ff. ISBN 3-925722-01-7
- Thomas Künzl: Vorzeit & Geologie – Wichtelhöhlen, Stadtgeschichtliche Informationen (Stadtarchiv Bad Kissingen) abril de 2010.
- Josef Lisiecki: Sagen und Legenden aus dem Landkreis Bad Kissingen, Bad Kissingen 1982, pg.43.
- Andreas Wolfgang Nikola: Volkssagen aus dem Saalegau, Bad Kissingen 1936, pg.11f.
- Heike Paulus:Wo die Wichtel zu Hause sind, Gäste-Journal Februar 2005, pg.14f.
- Grieben Reiseführer: Bad Kissingen und Umgebung, Berlin 1939, pg.56.